# 生火
《生火》（英語：To Build a Fire），是美国作家杰克·伦敦创作的一篇短篇小说。这个故事有两种版本，分别发表于1902年和1908年。1908年版本是选集中的经典，而1902年的版本则变成了一个鲜为人知的故事。在1908年的版本中，主角在冬季的加拿大育空地區，与他的狗一同去看望他的朋友。虽然一个长者警告了他有关自己徒步出发的危险，但他忽视了这个警告。主人公完全错误低估了恶劣、寒冷的天气条件，他慢慢地开始被冻僵。尽管他三次试图生火，但火皆熄灭了。在他最后一次尝试后，他被冻死在雪地里。
1902年的版本描述了一个类似的情况，但有着不同的情节。虽然两者的结构和故事情节很相似，但在1902年版本中，天气并不是严酷的寒冷，没有狗跟随主角，火没有熄灭，主角只遭受了永久性冻伤，幸存下来成为了一个更忧郁但聪明的人。
1908年版本的《生火》是一个常被自然主义引用的例子，因为它描绘了人与自然间的冲突。它还反映了作者从育空地区学到的经验。